# Typ 23-klass (torpedbåt)
Typ 23-klassen (även känd som Raubvogel (rovfågel) eller Möwe-klassen) var en klass av sex torpedbåtar som byggdes för Reichsmarine under 1920-talet. Som en del av det senare Kriegsmarine gjorde båtarna flera patrulleringar under det spanska inbördeskriget i slutet av 1930-talet. Under andra världskriget spelade de en mindre roll i Operation Weserübung, där Albatros gick förlorad när hon gick på grund. De tillbringade de följande månaderna med att eskortera minfartyg när de lade ut minfält och eskortera fartyg innan de överfördes till Frankrike i september. Möwe torpederades under denna tid och återvände inte till tjänstgöring förrän 1942. De började själva lägga ut minfält i september och fortsatte att göra det under resten av kriget.
Efter ombyggnader i början av 1941 överfördes båtarna till Skagerrak där de fick eskortuppgifter. De flesta av de överlevande båtarna återvände till Frankrike 1942 och hjälpte till att eskortera de huvudskepp som seglade från Frankrike till Tyskland genom Engelska kanalen. De hjälpte till att eskortera blockadlöpare, handelsfartyg och ubåtar genom Engelska kanalen och Biscayabukten under 1942 och 1943. Seeadler sänktes när hon eskorterade ett handelsfartyg i början av 1942. Greif däremot var i ombyggnad under hela 1942 och fick sedan eskorttjänst i norska vatten innan hon anslöt sig till sina systerfartyg i Frankrike i mitten av 1943.
Under 1944 var Typ 23-fartygen mest sysselsatta med att lägga ut sjöminor. Greif sänktes av brittiskt flyg och Kondor skadades svårt av en mina i maj. De två överlevande operativa båtarna, Falke och Möwe, attackerade allierade fartyg under landstigningen i Normandie i juni med liten framgång och de sänktes av brittiska bombplan senare samma månad. Kondor, den sista överlevande båten, sänktes av bombplan i slutet av juli.

## Design och beskrivning
Torpedbåten Typ 23, som härstammade från torpedbåten SMS H145 från första världskriget, var något större, men hade en liknande beväpning och toppfart. Båtarna var mer sjödugliga än den äldre konstruktionen, men led fortfarande av lovgirighet, så de var "nästan omöjliga att hålla på kurs i vind och vid låg hastighet". Konstruktionen kritiserades för att vara utrustad med för många torpeder i förhållande till den roll som de faktiskt användes till under andra världskriget.
Det första fartyget som byggdes, Möwe, var något mindre än sina systerfartyg och hade en total längd på 87 meter och var 84,7 meter långt vid vattenlinjen eftersom det hade en rund akter i stället för den platta aktern på sina systerfartyg. De andra Typ 23:orna hade en total längd på 87,7 meter och en längd vid vattenlinjen på 85,7 meter. Alla fartyg hade en bredd på 8,25 meter och ett djupgående på 3,65 meter. De hade ett deplacement på 938 ton vid standardlast och 1 310 ton vid fullast. Deplacementet för Möwe var 811 ton respektive 1 232 ton. Deras skrov var indelat i 13 vattentäta skott och de var utrustade med en dubbelbotten som täckte 96% av deras längd. Besättningen bestod av 4 officerare och 116 sjömän.
Typ 23-klassen var de första tyska fartygen som använde sig av växelkopplade ångturbiner. De hade två uppsättningar turbiner som var och en drev en enda trebladig propeller på 2,5 meter, med hjälp av ånga från tre vattenrörspannor som hade ett tryck på 18.5 kg/cm2 (1 814 kPa; 263 psi). Turbinerna var konstruerade för att producera 23 000 hästkrafter (17 000 kW) för en hastighet på 33 knop (61 km/h), även om de högsta hastigheterna varierade från 33,69 till 31,65 knop (62,39 till 58,62 km/h) under fartygens sjötester. De kunde rymma 321 ton brännolja, vilket gav en räckvidd på 1 800 nautiska mil (3 300 km) vid 19 knop (35 km/h).

### Bestyckning och sensorer
Typ 23:orna var utrustade med tre 10,5 cm SK L/45 kanoner, med en monterad framför och två bakom överbyggnaden; den bakre övre kanonen satt på ett öppet fäste medan de andra var skyddade av kanonsköldar. Fästena hade ett höjdintervall från -10° till +50° och kanonerna avfyrade projektiler på 17,4 kg med en mynningshastighet på 710 m/s. Varje kanon utrustades med 100 patroner.
Båtarna hade sex 50 cm torpedtuber monterade ovanför vattenlinjen i två trippelmontage (de första trippelmonteringarna i tysk tjänst) och kunde också medföra upp till 30 sjöminor. Efter 1931 ersattes torpedtuberna med 53,3-centimeterstuber som troligen använde torpeden G7a. Den hade en stridsspets på 300 kg och tre inställningar för hastighet och räckvidd: 14 000 meter vid 30 knop (56 km/h), 8 000 meter vid 40 knop (74 km/h) och 6 000 meter vid 44 knop (81 km/h).
Ett par 20 mm C/30 luftvärnskanoner lades också till efter 1931. Kanonen hade en effektiv eldhastighet på cirka 120 skott per minut. Dess projektiler på 0,12 kilo avfyrades med en mynningshastighet på 875 m/s vilket gav den ett tak på 3 700 meter och en maximal horisontell räckvidd på 4 800 meter. Varje fartyg hade 2 000 patroner per kanon. Under kriget lades ett fyrdubbelt 20 mm-kanonfäste till strax framför kanontorn nr 2, tre 20 mm-kanoner placerades runt den bakre skorstenen och ytterligare ett par monterades på bryggvingarna, alla i enkel fästen. Omkring 1944 installerades en FUMB 4 Sumatra-radardetektor samt radar.

## Skepp
| Namn                 | Varv                                           | Påbörjad         | Sjösatt           | I tjänst       | Öde                                                                                |
| -------------------- | ---------------------------------------------- | ---------------- | ----------------- | -------------- | ---------------------------------------------------------------------------------- |
| Möwe (Fiskmås)       | Reichsmarinewerft Wilhelmshaven, Wilhelmshaven | 2 mars 1925      | 24 mars 1926      | 1 oktober 1926 | Sänkt av flygplan, 16 juni 1944                                                    |
| Falke (Falken)       | Reichsmarinewerft Wilhelmshaven, Wilhelmshaven | 17 november 1925 | 29 september 1926 | 15 juli 1928   | Sänkt av flygplan, 14/15 juni 1944                                                 |
| Greif (Gripen)       | Reichsmarinewerft Wilhelmshaven, Wilhelmshaven | 5 oktober 1925   | 15 juli 1926      | 15 juli 1927   | Sänkt av flygplan, 24 maj 1944                                                     |
| Kondor (Kondor)      | Reichsmarinewerft Wilhelmshaven, Wilhelmshaven | 17 november 1925 | 22 september 1926 | 15 juli 1928   | Träffade en sjömina 23 maj 1944, avskrevs som förlust 31 juli eller 2 augusti 1944 |
| Albatros             | Reichsmarinewerft Wilhelmshaven, Wilhelmshaven | 5 oktober 1925   | 15 juli 1926      | 15 maj 1928    | Gick på grund och förstördes, 9 april 1940                                         |
| Seeadler (Havsörnen) | Reichsmarinewerft Wilhelmshaven, Wilhelmshaven | 5 oktober 1925   | 15 juli 1926      | 15 mars 1927   | Sänkt av brittiska motortorpedbåtar 13 maj 1942                                    |

## Tjänstgöring

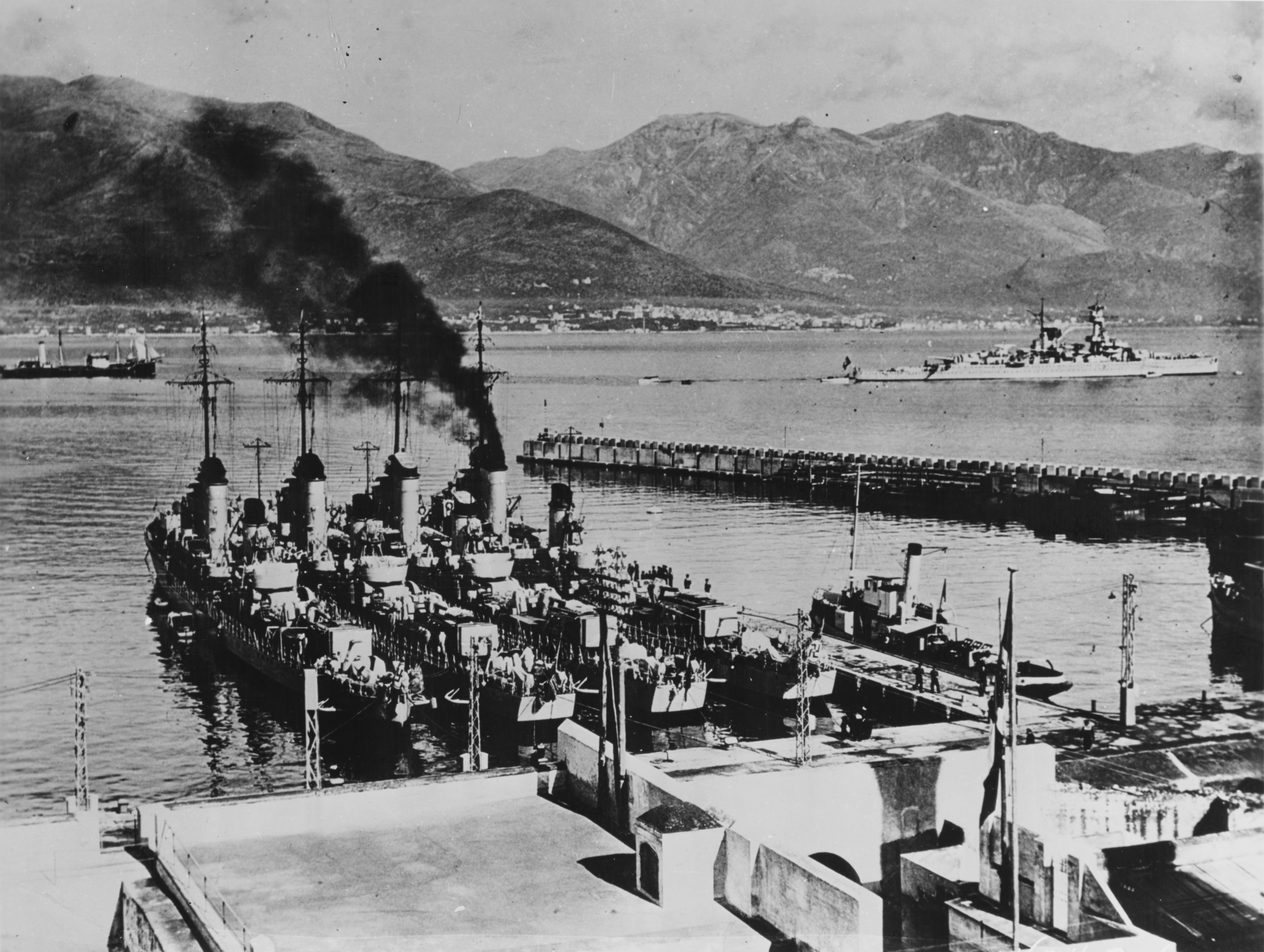
Fyra Typ 23 i Neapel 1938.

De flesta av båtarna tilldelades ursprungligen fjärde torpedbåts-halvflottiljen. I slutet av 1936 hade Kriegsmarine omorganiserat sina torpedbåtar i flottiljer med Albatros och Seeadler i den andra torpedbåtsflottiljen och Falke, Greif, Kondor och Möwe tilldelades den fjärde torpedbåtsflottiljen. Båda flottiljerna gjorde flera insatser i Spanien under det spanska inbördeskriget. Efter att den tunga kryssaren Deutschland bombades av republikanskt flyg 29 maj 1938 beordrade Adolf Hitler hennes systerfartyg Admiral Scheer att beskjuta den republikanska staden Almería. Två dagar senare gjorde fartyget det, tillsammans med de fyra båtarna i den andra flottiljen, inklusive Seeadler och Albatros. Omkring juni 1938 omorganiserades flottiljerna på nytt och Seeadler övergick till den fjärde flottiljen medan Greif, Kondor och Möwe överfördes till den nybildade femte torpedbåtsflottiljen. De övriga båtarna var antingen på ombyggnad eller i reserv.

### Andra världskriget
I början av kriget i september 1939 upplöstes 4:e flottiljen och Seeadler överfördes till 6:e torpedbåtsflottiljen. Alla Typ 23-fartyg stödde minutläggningarna i Nordsjön som inleddes 3 september 1939. Tillsammans med tre jagare patrullerade Albatros, Falke och Greif i Kattegatt och Skagerrak mellan den 3 och 5 oktober. 13, 18 och 19 november mötte 6:e flottiljen och en eller två lätta kryssare jagare som återvände från minläggningsuppdrag vid den engelska kusten. Två dagar senare patrullerade flottiljen i Skagerrak för att inspektera neutral sjöfart i letandet av smuggelgods innan den återvände till hamnen 25 november. Den 14-16 december sökte Seeadler och torpedbåten Jaguar återigen efter smuggelgods i Skagerrak och lade beslag på sex fartyg.
Under invasionen av Norge i april 1940 spelade alla sex båtarna en roll i det inledande angreppet. Albatros, Kondor och Möwe fick i uppdrag att stödja attacken mot Oslo medan Falke, Greif och Seeadler fick i uppdrag att hjälpa till att inta Kristiansand och Arendal på sydkusten. Albatros avlossade invasionens första skott när hon förstörde en norsk patrullbåt vid mynningen av Oslofjorden på kvällen 8-9 april. Hon deltog sedan tillsammans med sin syster Kondor i erövringen av flottbasen i Horten senare på morgonen. På eftermiddagen gick Albatros på grund och blev allvarligt skadad. Möwe transporterade trupper till Oslofjorden och sökte sedan efter överlevande från den sjunkna tunga kryssaren Blücher. Greif transporterade de trupper som intog den oförsvarade staden Arendal innan hon anslöt sig till Seeadler i Kristiansand efter att garnisonen där hade kapitulerat. Falke transporterade förstärkningar till Kristiansand. Trots en eskort av Greif, Seeadler och torpedbåten Luchs torpederade och förstörde en brittisk ubåt den lätta kryssaren Karlsruhe 9 april, så att den måste sänkas av Greif med ett par torpeder.
Senare samma månad var Greif, Kondor och Möwe bland eskorterna för minfartyg som lade ut minfält i Skagerrak då Möwe torpederades av en brittisk ubåt 8 maj. Detonationen förstörde hennes akter, vilket resulterade i att hon återuppbyggdes på samma sätt som sina systrar under de långvariga reparationerna. Under de kommande månaderna fick de också i uppdrag att eskortera fartyg genom Skagerrak, Kattegatt och norska vatten när de inte eskorterade minläggare. De överlevande operativa båtarna samlades nu i den femte torpedbåtsflottiljen och de genomförde flera minläggningsuppdrag i sydvästra Nordsjön i augusti och september. I slutet av månaden lade flottiljen ut ett minfält i Engelska kanalen och gick ut i kanalen två gånger i oktober och sänkte fyra allierade fartyg vid det andra tillfället. Flottiljen överfördes till Saint-Nazaire senare samma månad och fartygen lade ut ytterligare två minfält i kanalen i december.

#### 1941-1944
Falke förflyttades till Norge i början av året och eskorterade minfartyg under de följande månaderna medan Seeadler eskorterade ett minläggningsuppdrag i kanalen under samma tid. Kondor, Falke och Seeadler rustades alla upp i Rotterdam, Nederländerna, från mars till maj 1941. Greif hade en kortare ombyggnad på samma varv som pågick från april till maj. Alla fyra båtarna förflyttades sedan till Skagerrak för konvojeskort. Kondor fick en kortare ombyggnad i Rotterdam från november till december medan Seeadlers ombyggnad pågick från december 1941 till februari 1942. Greif fick en långvarig ombyggnad i Rotterdam som pågick från december 1941 till december 1942. Till skillnad från sina systrar blev Falke inte ombyggd och anslöt sig till den femte flottiljen i Frankrike i januari 1942 och följdes av sina systrar när de var färdiga med ombyggnaden. De anslöt sig till eskortstyrkan för slagskeppen Scharnhorst, Gneisenau och den tunga kryssaren Prinz Eugen 12 februari 1942 utanför Kap Gris-Nez under evakueringen till Tyskland. Från 12 mars till 2 april eskorterade flottiljen hjälpkryssaren Michel genom kanalen trots kraftiga brittiska attacker och skadade två brittiska jagare. Möwe var inte fullt operativ förrän i början av 1942 och överfördes till Frankrike i maj samma år. Flottiljen eskorterade hjälpkryssaren Stier genom Engelska kanalen från 12 till 19 maj, under vilken brittiska motortorpedbåtar sänkte Seeadler och en annan torpedbåt den 13 maj. Falke rustades upp i Wilhelmshaven från juni till augusti och återvände till Frankrike. I september och oktober var Möwe en av eskorterna för tyska blockadlöpare som seglade från hamnar i Biscayabukten på väg till Japan. Falke och Kondor hjälpte till att eskortera det italienska blockadfartyget SS Cortellazzo från Bordeaux genom Biscayabukten den 29-30 november.
I mars 1943 hjälpte Greif till att eskortera slagskepp och andra fartyg när de rörde sig från Trondheim i Norge till Altafjorden. En annan italiensk blockadlöpare, Himalaya, som eskorterades av Kondor och tre andra torpedbåtar, misslyckades i sitt försök att bryta igenom Biscayabukten när hon upptäcktes av brittiskt flyg och tvingades återvända på grund av kraftiga flygattacker 9-11 april. Greif eskorterade en lätt kryssare från Harstad till Trondheim och sedan till Kiel mellan 27 april och 3 maj. 3-7 maj eskorterade Greif, Möwe och Jaguar minfartyg i Nordsjön när de lade ut nya minfält. Alla fyra överlevande båtar lade ut ytterligare två minfält i Engelska kanalen 4-6 juni. Senare samma månad återvände fartygen till Biscayabukten för att hjälpa till att eskortera ubåtar genom bukten och fortsatte att göra till början av augusti. Möwe och Kondor hjälpte till att lägga ut två minfält i Engelska kanalen 3-5 september. Kondor och Greif följde upp detta med ytterligare ett minfält där senare samma månad.
Den fjärde och femte torpedbåtsflottiljen, bestående av Greif, Möwe, Kondor, Jaguar och två andra torpedbåtar, lade ut minfält i Engelska kanalen 21 och 22 mars 1944. Några dagar senare lade flottiljen ut ett minfält natten mellan den 21 och 22 april. Följande natt angrep torpedbåtarna brittiska motortorpedbåtar nära Barfleur och sänkte en av dem. Mellan 26 april och 1 maj lade flottiljen ut fem minfält i Engelska kanalen. Tre veckor senare fick de order om att förflytta sig från Cherbourg till Le Havre. De gav sig av natten mellan 23 och 24 maj. Greif, Möwe, Falke, Kondor och Jaguar attackerades av allierade flygplan tidigt nästa dag och Greif träffades av två bomber. Hon sjönk några timmar senare efter att ha bogserats av Möwe. Ungefär en timme senare träffade Kondor en sjömina och fick bogseras av Möwe under resten av resan. Kondor påbörjade en långvarig ombyggnad i Le Havre, men skrotades för reservdelar efter att de allierade landstigit i Normandie den 6 juni.
När de allierade började landstiga i Normandie, gick den femte flottiljen, som nu bestod av Möwe, Falke, Jaguar och den nyligen ombyggda torpedbåten T29, flera gånger ut från Le Havre under den kommande veckan för att försöka sänka allierade fartyg. De misslyckades och sänkte endast den norska jagaren KNM Svenner 6 juni. Under en flygräd av Royal Air Force natten mellan den 14 och 15 juni sänkte bombarna Falke och Jaguar och skadade Möwe svårt. Hon sjönk slutligen den 16 juni efter att en del vapen och utrustning hade bärgats. Kondor togs ur bruk 28 juni och förklarades sedan som totalförlust efter att ha träffats av bomber 31 juli eller 2 augusti.